# 蔣錫綬
蔣錫綬（1816年—1861年），字印若，號幼竹，江蘇蘇州府長洲縣人，清朝政治人物。

## 生平
蔣錫綬來自蘇州婁關蔣氏家族，為蔣燦裔孫。祖父蔣曾爚；大伯父蔣泰堦與二伯父蔣慶均皆為進士出身；父蔣華墀為蔣曾爚第四子，為例貢生，母馬氏。
蔣錫綬為蔣華墀第三子，府學廩膳生，道光十七年（1837年）江南拔貢，授七品京官，籤分刑部江西司兼廣東司行走。二十三年（1843年）癸卯科順天鄉試副榜。歷任刑部額外主事，總辦秋審，任軍機處章京，兼充方略館纂修官。任刑部湖廣司、廣東司主事，刑部陝西司、浙江司員外郎，刑部直隸司郎中。任安徽安慶府知府，護理安徽按察司，由翁同書薦舉留壽州捐輸局處理局務，總辦糧臺，抵抗太平天國守城有功，記名以道員用，咸豐十一年（1861年）夏因積勞成疾卒於官，追贈太僕寺卿。蔣錫綬著有《春明吟稿》、《求放心齋駢體雜文》、《桐蔭書屋製藝試帖》等書。

## 家庭
夫人為陶惟葆女；繼妻為吳鍾駿侄女、吳鍾慶次女吳清蓮（字菡生，一字佩雲，1821-1851），著有《定生樓草》（又作《定香樓小草》）；再繼妻為嚴榮孫女、嚴良訓女。吳清蓮有二子均幼殤；嚴氏有子蔣恩浵，出嗣從弟蔣應鍾（三伯父蔣賡壎子）。蔣錫綬長兄蔣錫庚之子蔣鴻年兼祧叔父蔣錫綬為後。